# Lorrie Cranor

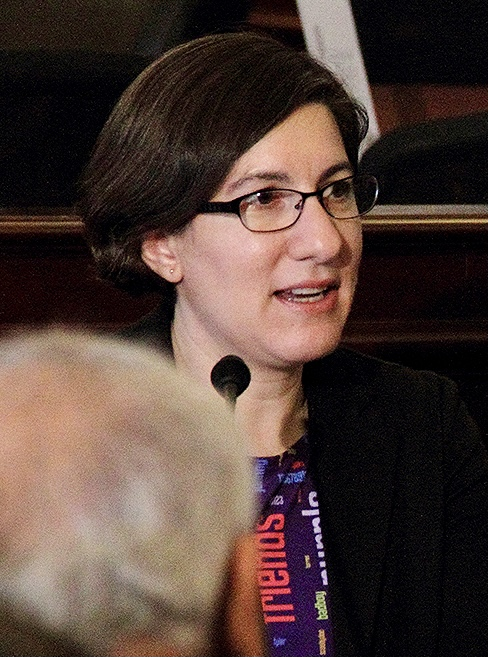
Lorrie Faith Cranor, 2014

Lorrie Faith Cranor  (* 25. Februar 1971 in Washington, D.C., USA) ist eine US-amerikanische Informatikerin und Hochschullehrerin. Sie ist Direktorin und Bosch Distinguished Professorin für Sicherheits- und Datenschutztechnologien des CyLab und FORE Systems-Professorin für Informatik und Ingenieurwissenschaften und öffentliche Ordnung an der Carnegie Mellon University (CMU).

## Leben und Werk

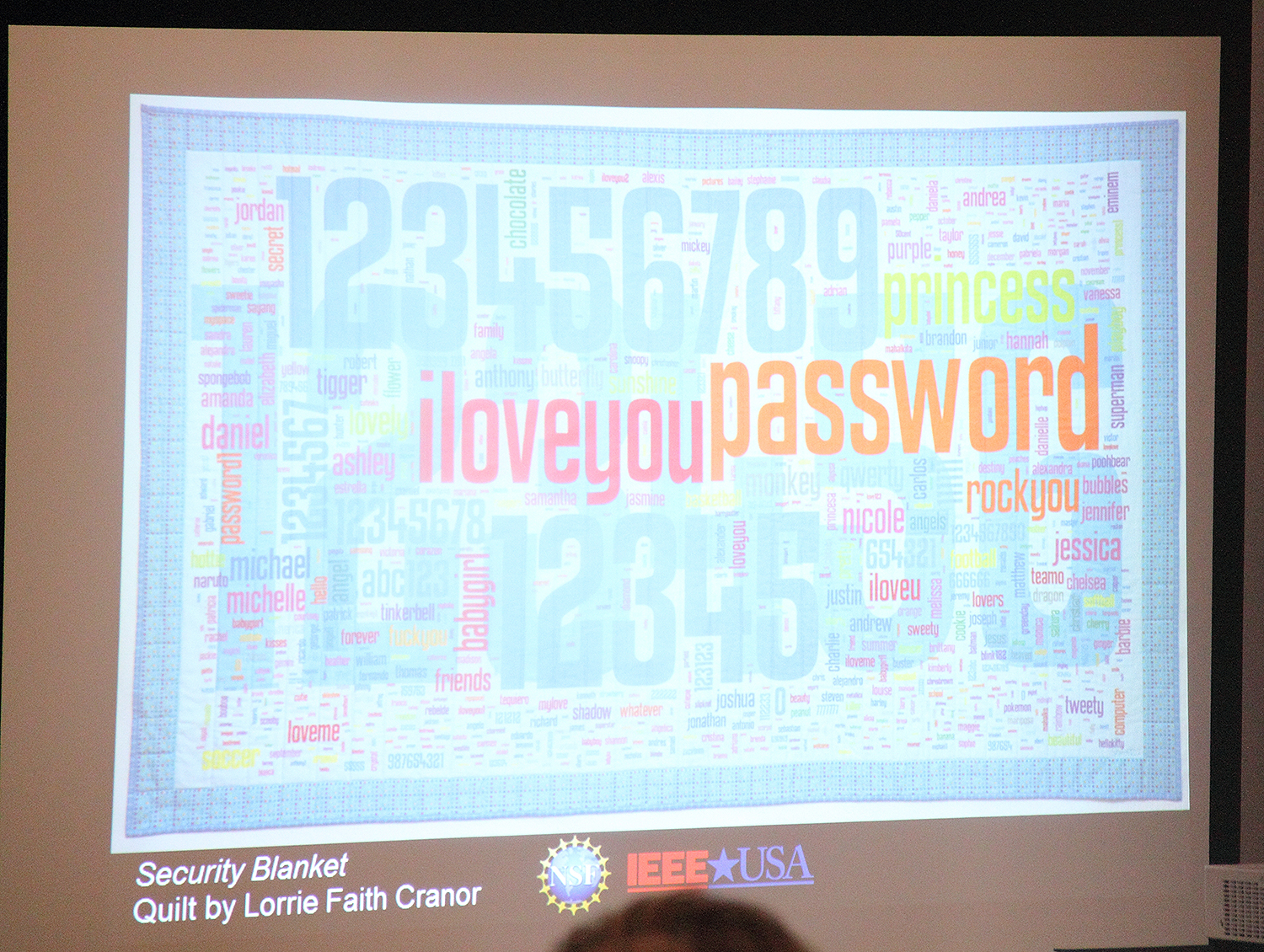
Folie ihres „Security Blanket“-Quilts, gezeigt auf dem Briefing zum Thema: Privacy and Cybersecurity in a Connected Age auf dem Capitol Hill, 2014

Cranor studierte an der Washington University in St. Louis, wo sie 1992 einen Bachelor of Science in Engineering and Public Policy und 1993 den Master of Science in Technology and Human Affairs und 1996 den Master of Science in Computer Science erhielt. Sie promovierte dort 2006 in Engineering and Policy. Im Rahmen ihrer Masterarbeit an der Washington University in St. Louis entwickelte sie das elektronische Wahlsystem Sensus.
Von 1994 bis 2003 forschte sie bei den AT&T Labs-Research und lehrte auch als Adjunct Assistant Professor of Information Systems an der Stern School of Business der New York University.  Von 2003 bis 2014 war sie Associate Research Professorin und anschließend Professorin an der CMU. Sie ist dort Direktorin des CyLab Usable Privacy and Security Laboratory (CUPS) und Co-Director of the MSIT-Privacy Engineering masters program.
Sie forschte von 2012 bis 2013 als Stipendiatin im Frank-Ratchye STUDIO for Creative Inquiry an der Carnegie Mellon University. 2016 war sie von der CMU beurlaubt und arbeitete als Chief Technologist bei der US Federal Trade Commission im Büro der Vorsitzenden Edith Ramirez. Sie war in einer Reihe von Gremien tätig, darunter im Board of Directors der Electronic Frontier Foundation, und in den Redaktionsausschüssen mehrerer Zeitschriften. Sie ist Mitglied des IAPP Certified Information Privacy Technologist Exam Development Board und des IAPP Privacy Engineering Section Advisory Board. Im Jahr 2000 war sie Mitglied des Beratungsausschusses für Online-Zugriff und Online-Sicherheit der Federal Trade Commission. Cranor ist Mitbegründerin von Wombat Security Technologies, Inc., einem Schulungsunternehmen für Informationssicherheit.
Sie war Vorsitzende der Platform for Privacy Preferences Project (P3P) Specification Working Group beim World Wide Web Consortium (W3C) und Autorin des Buches Web Privacy with P3P. Ihre Forschungsschwerpunkte liegen in den Bereichen Usable Privacy and Security, Technology and Public Policy. Sie hat mehrere Bücher und über 200 Forschungsarbeiten zu Online-Datenschutz, nutzbarer Sicherheit und anderen Themen verfasst. Im Februar 2022 betrug ihr H-Index 101.
Cranor ist mit Chuck Cranor verheiratet, mit dem sie drei Kinder hat.

## Auszeichnungen und Ehrungen (Auswahl)
- 2003:  eine der 100 besten Innovatoren der Welt unter 35 Jahren, MIT Technology Review TR100
- 2014: ACM Fellow[6]
- 2016: Fellow des Institute of Electrical and Electronics Engineers (IEEE)
- 2017: Wahl in die CHI Academy gewählt[7]
- 2018: ACM CHI Social Impact Award
- 2018: IAPP Privacy Leadership Award
- 2019: Andrew Carnegie Fellow[8]
- 2020: Fellow der American Association for the Advancement of Science
- Alumni Achievement Award der McKelvey School of Engineering an der Washington University in St. Louis
- Privacy by Design (PbD)-Botschafter, ernannt vom Datenschutzbeauftragten von Ontario, Kanada

## Veröffentlichungen (Auswahl)
- Web Privacy with P3P: The Platform for Privacy Preferences.  O’Reilly & Associates, 2002, ISBN 978-0-596-00371-5.[9]
- mit Simson Garfinkel: Security and Usability. O’Reilly Media, Inc., 2005, ISBN 978-0-596-00827-7.
- mit Norbou Buchler: Better Together: Usability and Security Go Hand in Hand. IEEE Security and Privacy Magazine Volume 12(Issue 6), S. 89–93, 2014.